# Alconchel
Alconchel – gmina w Hiszpanii, w Estremadurze, w prowincji Badajoz. W 2008 roku gminę zamieszkiwało 2042 mieszkańców.